# Liste der Kulturdenkmäler in Wollmesheim
In der Liste der Kulturdenkmäler in Wollmesheim sind alle Kulturdenkmäler im Stadtteil Wollmesheim der rheinland-pfälzischen Stadt Landau in der Pfalz aufgeführt. Grundlage ist die Denkmalliste des Landes Rheinland-Pfalz (Stand: 6. November 2023).

## Einzeldenkmäler
| Bezeichnung                       | Lage                                       | Baujahr                              | Beschreibung | Bild                           |
| --------------------------------- | ------------------------------------------ | ------------------------------------ | --- | ------------------------------ |
| Protestantische Pfarrkirche       | Landauer Straße 2 Lage                     | ab 1094                              | ehemals St. Mauritius; im Kern romanischer Saalbau, um 1040 ff., Osthälfte aus dem 18. Jahrhundert, Westturm (Bild) 1094–1105             | weitere Bilder Fotos hochladen |
| Kriegerdenkmal und Friedhofskreuz | Landauer Straße, auf dem Friedhof Lage     | 1920er Jahre und 1773                | Kriegerdenkmal 1914/18, neuklassizistisches bildstockartiges Säulenmonument, 1920er Jahre; Friedhofskreuz (Bild), barock, bezeichnet 1773 | Fotos hochladen                |
| Katholische Kirche St. Mauritius  | Mörzheimer Straße 2 Lage                   | 1932                                 | romanisierender Saalbau, Heimatstil, 1932, Architekt Wilhelm Schulte II., Neustadt an der Weinstraße                                      | Fotos hochladen                |
| Wohnhaus                          | Pinselstraße 1 Lage                        | 18. oder Anfang des 19. Jahrhunderts | eingeschossiges Fachwerkhaus, 18. oder Anfang des 19. Jahrhunderts                                                                        | Fotos hochladen                |
| Hofanlagen                        | Wollmesheimer Hauptstraße 16 Lage          | 18. Jahrhundert                      | Hakenhof; eingeschossiges barockes Fachwerkhaus, Krüppel- und Fußwalm, 18. Jahrhundert                                                    | Fotos hochladen                |
| Rathaus                           | Wollmesheimer Hauptstraße 31 Lage          | um 1830/40                           | ehemalige Schule; klassizistischer Walmdachbau, um 1830/40                                                                                | Fotos hochladen                |
| Wohnhaus                          | Wollmesheimer Hauptstraße 58 Lage          | 1553                                 | eingeschossiges Wohnhaus über Hochkeller, im Kern bezeichnet 1553, Torbogen wohl um 1600                                                  | Fotos hochladen                |
| Portal                            | Wollmesheimer Hauptstraße, an Nr. 62 Lage  | 1754                                 | reiches Oberlichtportal, bezeichnet 1754                                                                                                  | Fotos hochladen                |
| Torpfosten                        | Wollmesheimer Hauptstraße, bei Nr. 66 Lage | 1570                                 | Hoftorpfeiler, bezeichnet 1570 | Fotos hochladen                |
| Wohnhaus                          | Wollmesheimer Hauptstraße 76 Lage          | 18. Jahrhundert                      | barockes Fachwerkhaus, teilweise massiv, 18. Jahrhundert                                                                                  | Fotos hochladen                |
| Spolie                            | Wollmesheimer Hauptstraße, bei Nr. 78 Lage | 1546                                 | Quader an einem Hoftorpfeiler, bezeichnet 1546 (Bild)                                                                                     | Fotos hochladen                |